# Montreal Maroons

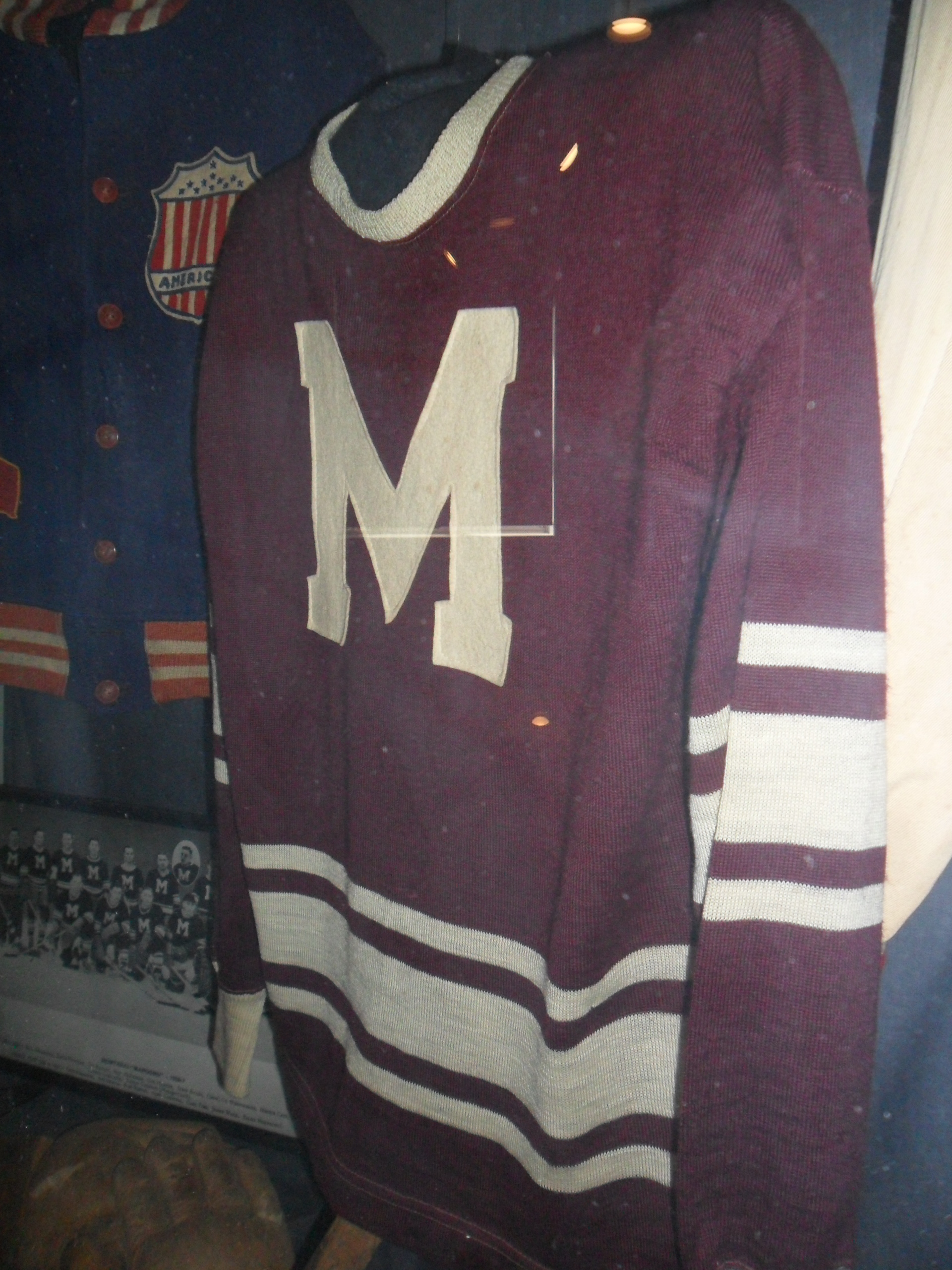
Montreal Maroons-tröja i International Hockey Hall of Fame, IHHOF, i Kingston, Ontario.

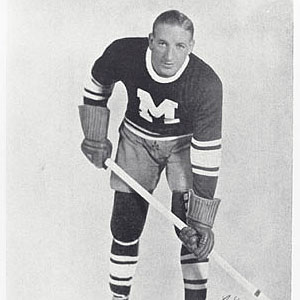
Russ Blinco med Montreal Maroons.

Montreal Maroons, officiellt Montreal Professional Hockey Club, var ett lag i den professionella ishockeyligan NHL från 1924 till 1938 då laget lades ner. Laget gick med i NHL säsongen 1924–25, samma år som Boston Bruins.

## Historia
Montreal Maroons var det tredje laget från Montréal som spelade i NHL efter Montreal Canadiens och Montreal Wanderers. Liksom Wanderers var man ett lag som vände sig till de engelsktalande i Montréal till skillnad från det franskdominerande Canadiens. Laget förblev dock andralag i Montréal och drogs med ekonomiska problem, vilket ledde till att laget upplöstes 1938. Klubben tog ett sabbatsår 1938–1939 och såldes sedan till Philadelphia, med avsikten att dra igång ett nytt lag i den staden efter Andra världskriget. På grund av arenaproblem förblev detta endast en dröm, och laget försvann därefter ut ur NHL.
Maroons hemmaarena Montreal Forum, som byggdes speciellt för Maroons, blev sedermera ett ishockeytempel för Montreal Canadiens under namnet Forum de Montréal.
Laget lyckades under sin korta livstid dock vinna två Stanley Cup – 1926 samt 1935 – och man förlorade dessutom finalen 1928.
Bland de spelare som representerade Montreal Maroons fanns berömdheter som Lionel Conacher, Punch Broadbent, Nels Stewart, Babe Siebert, Hooley Smith och Toe Blake.